# Scherma alla IX Universiade
Il torneo di scherma della IX Universiade si è svolto a Sofia in Bulgaria nel 1977.

## Podi

### Uomini
| Evento                          | Oro               | Argento            | Bronzo                                                                         |
| Fioretto individuale (dettagli) | Sabirzhan Ruziyev | Klaus Haertter     | Aleksandr Romankov                                                             |
| Sciabola individuale (dettagli) | Cornel Marin      | Angelo Arcidiacono | Dan Irimiciuc                                                                  |
| Spada individuale (dettagli)    | Philippe Riboud   | Boris Lukomsky     | François Suchanecki                                                            |
| Fioretto a squadre (dettagli)   | Unione Sovietica  | Polonia            | Italia Stefano Bellone Fabio Dal Zotto Carlo Montano John Pezza Massimo Taddei |
| Sciabola a squadre (dettagli)   | Romania           | Ungheria           | Unione Sovietica                                                               |
| Spada a squadre (dettagli)      | Romania           | Francia            | Unione Sovietica                                                               |

### Donne
| Evento                          | Oro              | Argento          | Bronzo                  |
| Fioretto individuale (dettagli) | Katarina Raczová | Cornelia Hanisch | Ildikó Schwarczenberger |
| Fioretto a squadre (dettagli)   | Unione Sovietica | Romania          | Francia                 |